# Brown Clee Hill
Brown Clee Hill är en kulle i Storbritannien.   Den ligger i grevskapet Shropshire i riksdelen England, i den södra delen av landet, 200 km nordväst om huvudstaden London. Toppen på Brown Clee Hill är 536 meter över havet.
Terrängen runt Brown Clee Hill är platt åt nordost, men åt sydväst är den kuperad. Brown Clee Hill är den högsta punkten i trakten. Runt Brown Clee Hill är det ganska tätbefolkat, med 60 invånare per kvadratkilometer. Närmaste större samhälle är Ludlow, 13,7 km sydväst om Brown Clee Hill. Omgivningarna runt Brown Clee Hill är en mosaik av jordbruksmark och naturlig växtlighet.